# Judie Tzuke
Judie Tzuke (/ˈdʒuːdi zuːk/), née Judie Myers le 3 avril 1956 à Londres, est une chanteuse anglaise.
Elle est principalement connue pour son tube Stay with Me till Dawn en 1979.

## Discographie

### Albums studio
- 1979 : Welcome to the Cruise (en) - Rocket
- 1980 : Sportscar (en) - Rocket
- 1981 : I Am the Phoenix (en) - Rocket
- 1982 : Shoot the Moon (en) - Chrysalis Records
- 1983 : Ritmo (en) - Chrysalis Records
- 1985 : The Cat Is Out (en) - Castle Records
- 1989 : Turning Stones (en) - Polydor Records
- 1991 : Left Hand Talking (en) - Columbia Records
- 1992 : Wonderland (en) - Essential Records
- 1996 : Under the Angels (en) - Big Moon Records
- 1998 : Secret Agent (en) - Big Moon Records
- 2001 : Queen Secret Keeper (en) - Big Moon Records
- 2003 : The Beauty of Hindsight (en) - Big Moon Records
- 2004 : The End of the Beginning (en) - Big Moon Records
- 2007 : Songs 1 (en) - Big Moon Records
- 2008 : Songs 2 (en) - Big Moon Records
- 2010 : Moon on a Mirroball - Wrasse Records
- 2011 : One Tree Less - Big Moon Records
- 2013 : Christmas with the Tzukettes - Big Moon Records
- 2013 : Song Club 2013 - Big Moon Records
- 2017 : Peace Has Broken Out - Big Moon Records
- 2018 : Woman To Woman (with Beverley Craven & Julia Fordham) - Rig Tracks Distribution

### Albums live
- 1989 : Road Noise (en) - Chrysalis Records
- 1997 : Over the Moon (en) - Big Moon Records
- 2000 : Six Days Before the Flood (en) - Big Moon Records
- 2002 : Drive Live (en) - Big Moon Records
- 2011 : October Road - Big Moon Records

### Compilations
- 2018 : Full Moon: The Complete Collection (Coffret 24CD) - Wrasse Records
- 2020 : The Chrysalis Recordings